# علاقات حزب الله الخارجية
تشمل العلاقات الخارجية لحزب الله علاقات مع الدول الشيعية الأخرى بصفة خاصة، ولكن أيضًا الجماعات السنية مثل تلك المرتبطة بالقضية الفلسطينية؛ ويقترح أيضًا أن يكون لدى الجماعة عمليات خارج الشرق الأوسط في أماكن مثل أمريكا اللاتينية.
لحزب الله علاقات وثيقة مع إيران. كما أن له علاقات مع القيادة البعثية في سوريا، وعلى وجه التحديد مع الرئيس السوري حافظ الأسد (حتى وفاته في عام 2000) وابنه وخليفته بشار الأسد. أعلن حزب الله تأييده لانتفاضة الأقصى المنتهية حاليًا.
هناك أدلة قليلة عن استمرار اتصال أو تعاون حزب الله مع القاعدة. نفى قادة حزب الله العلاقات مع القاعدة الحاضرة أو السابقة. يعتبر زعماء القاعدة، مثل الزعيم السابق للقاعدة في العراق أبو مصعب الزرقاوي، الشيعة، الذي ينتمي إليهم معظم أعضاء حزب الله، بالمرتدين، كما يفعل السلفيين الجهاديين اليوم. بيد أن تقرير لجنة 9/11 قد خلص إلى أن عددًا من نشطاء القاعدة وكبار قادتها العسكريين قد إرسلوا إلى معسكرات التدريب الخاصة بحزب الله في لبنان في عام 1994.

## موقف الأمم المتحدة
يدعو قرار مجلس الأمن الدولي رقم 1559 إلى «حل جميع الميليشيات اللبنانية وغير اللبنانية ونزع سلاحها»، مرددًا اتفاق الطائف الذي أنهى الحرب الأهلية اللبنانية، ولكنه لا يتضمن صراحة حزب الله على من الرغم من أن كوفي أنان روج هذا التفسير. تعترض الحكومة اللبنانية وحزب الله على تطبيق هذا القرار على حزب الله، ميشيرين إلى أنه «حركة مقاومة» وليس ميليشيا. وقد قدمت إسرائيل شكاوى بشأن أفعال حزب الله إلى الأمم المتحدة.
يطعن نائب الأمين العام للأمم المتحدة، مارك مالوك براون، في أوصاف الميليشيا اللبنانية بأنها منظمة إرهابية في قالب مع القاعدة. وإذ يعترف بأن «حزب الله يستخدم تكتيكات إرهابية»، فإنه يقول أنه من غير المفيد أن يطلق عليه منظمة إرهابية؛ وفي رأيه أن الولايات المتحدة والمجتمع سيحترمونه بوصفه حزبًا سياسيًا شرعيًا. وانتقد براون أيضًا حزب الله عندما قال أنه «لا يبذل أي جهد لضرب أهداف عسكرية؛ انه عبارة عن مجرد هجوم مركز ضد أهداف مدنية». على الطرف الآخر من الطيف، هناك البعض في الأمم المتحدة الذي ينكر أن أنشطة حزب الله العسكرية ضد المدنيين إرهابية في طبيعتها على الإطلاق.

## إيران
في مقالة في 20 يوليو 2006، كتب الباحث فرد هاليداي أن الشيخ نعيم قاسم، نائب زعيم حزب الله بقيادة السيد حسن نصر الله، قال له أن حزب الله يتبع القيادة الإيرانية كمسألة مبدأ.

## سوريا
في مقابلة مع قناة العربية في دبي قال الأمين العام السابق لحزب الله صبحي الطفيلي أن حزب الله يعزز بالتأكيد علاقاته مع البعثيين السوريين الذين يحكمون دمشق، بيد أن القيادة الحقيقية لحزب الله هي «إيران». وعلى الرغم من أن وجود حزب الله في سوريا كان محدودًا قبل عام 2012، فإن نظام دمشق كانت أهم ميسر للدعم العسكري والمالي الإيراني للمجموعة وأصبحت نشطة بصوره متزايدة كجهة تقدم المساعدة المادية والسياسية بنفسها في عقد 2000.
منذ عام 2012 يقوم حزب الله بمساعدة الحكومة البعثية السورية خلال الحرب الأهلية السورية في المعركة ضد المتمردين المعارضين لنظام البعث والتي وصفها حزب الله بأنها مؤامرة وهابية–صهيونية لتدمير تحالفه مع سوريا ضد إسرائيل.

## العلاقات مع الحركات الإسلامية الأخرى

### حماس
حزب الله قدوة لحماس من حيث عملياته العسكرية والسياسية والإعلامية. وتشترك المجموعتان في تكتيكات مشتركة وأهداف مشتركة بالإضافة إلى علاقات وثيقة مع إيران. وذكر مصدر عسكري إسرائيلي أن حزب الله يساعد حماس في إنتاج القنابل. وقد أعلن نصر الله تأييده لانتفاضة الأقصى.
في عام 2013، أمر حزب الله حماس بمغادرة لبنان بسبب دعم حماس لقوات المعارضة التي تقاتل ضد الرئيس السوري بشار الأسد. ونفت حماس و‌الجهاد الإسلامي الفلسطينية هذه التقارير.

### العلاقة المزعومة مع القاعدة
لا توجد أدلة ملموسة على اتصال حزب الله أو تعاونه مع تنظيم القاعدة. ويتكهن مسؤولو المخابرات الأمريكية بوجود اتصالات بين حزب الله وشخصيات القاعدة المنخفضة المستوى الذين فروا من أفغانستان إلى لبنان. وشهد علي محمد أن حزب الله درب نشطاء القاعدة على كيفية استخدام المتفجرات. بالإضافة إلى ذلك، يتعاون حزب الله والقاعدة من خلال غسل الأموال والتهريب وتزوير الوثائق. وقد اقترحت بعض الصحف الأمريكية تحالفًا أوسع بين حزب الله والقاعدة و‌الحرس الثوري الإيراني.
ومن ناحية أخرى، يشير آخرون إلى أن الأيديولوجية السنية للقاعدة تتنافى بشكل أساسي مع السمة الليبرالية الإسلامية الشيعية لحزب الله؛ والواقع أن بعض الرموز السنية المتطرفة اعتبرت حزب الله مرتدًا. وهناك فتوى صدرت منذ عدة سنوات من قبل عبد الله بن جبرين، وهو عضو سابق في هيئة كبار العلماء في السعودية، تصف حزب الله بأنه «رافضي» – وهو مصطلح مهين للشيعة الذي يستخدمه بعض المتعصبين السنة. وحتى خلال نزاع 2006 بين إسرائيل ولبنان، استشهد به بعض رجال الدين المسلمين السنة المتشددين وآخرون يكتبون على المواقع الإسلامية.
وقد أظهرت القاعدة نفورها من الشيعة في التفجيرات الانتحارية والهجمات على الأهداف المدنية الشيعية في العراق. وينفي حزب الله أي علاقة له بتنظيم القاعدة، وأصدر زعيم تنظيم القاعدة أبو مصعب الزرقاوي تسجيلًا صوتيًا وصف فيه حزب الله بأنه «عدو السنة». تفيد سانت بيترسبورغ تايمز وإيه بي سي نيوز وإم إس إن بي سي أنه لا يوجد أي دليل على وجود صلة بين القاعدة وحزب الله. وينفي نصر الله صلاته بتنظيم القاعدة، الحاضرة أو السابقة، مشيرًا في مقابلة عام 2002 إلى أن المجموعتين تعملان في مناطق مختلفة ويواجهون أعداء مختلفين. وكان هدف حزب الله هو مواجهة إسرائيل وتدميرها في نهاية المطاف بينما ركز بن لادن على أفغانستان والبوسنة ويوغوسلافيا السابقة.
وكجزء من زيادة الدعم الطائفي لحزب الله خلال نزاع 2006 بين إسرائيل ولبنان، دعا أيمن الظواهري، نائب زعيم القاعدة، المسلمين إلى الثورة في حرب مقدسة ضد الصهاينة والانضمام إلى القتال في لبنان.

### جيش المهدي
يدعي حزب الله أنه يمنع مقاتليه من الدخول إلى العراق لأي سبب من الأسباب، وأنه لم تدخل أي من وحدات حزب الله أو المقاتلين الأفراد إلى العراق لدعم أي فصيل عراقي يقاتل الولايات المتحدة. وفي 2 أبريل 2004، أعلن رجل الدين العراقي ومؤسس جيش المهدي مقتدى الصدر عن نيته تشكيل نماذج من حزب الله وحماس في العراق، وادعى العضو البارز في جيش المهدي أبو مجتبى أنهم كانوا يختارون 1,500 مقاتل للذهاب إلى لبنان.

### حركة الجهاد الإسلامي الفلسطينية
كانت هناك ادعاءات أمريكية بأن حزب الله انخرط في عمليات مشتركة مع حركة الجهاد الإسلامي الفلسطينية السنية. وقد أرسلت حركة الجهاد الإسلامي "امتنانها للاخوة في حزب الله والمقاومة الإسلامية في جنوب لبنان". ولا سيما حسن نصر الله، لموقفهم ودعمهم، سواء الدعم المالي أو العسكري أو المعنوي".

## الاتحاد الأوروبي
في يوليو عام 2013، صنف الاتحاد الأوروبي الجناح المسلح لحزب الله منظمة إرهابية. وقد وافق وزراء خارجية جميع دول الاتحاد الأوروبي الـ28 على القرار الذي استند إلى المخاوف بشان دور حزب الله في تفجير حافلة بورغاس 2012 ومشاركة المنظمة في الحرب الأهلية السورية دعمًا لحكومة البعث.
وقد فرضت دولتان من دول الاتحاد الأوروبي حظرا جزئيًا أو كاملًا على حزب الله. وقد حظرت هولندا المنظمة بالكامل، بينما حظرت المملكة المتحدة منظمة الأمن الخارجي شبه العسكرية لحزب الله، ولكنها لم تحظر الجناح السياسي للمنظمة.

## موقف إسرائيل تجاه حزب الله
أشار دان غيلرمان، الممثل الإسرائيلي لدي الأمم المتحدة، إلى حزب الله بأنه «ورم سرطاني» يجب إزالته.
تعتبر الحكومة الإسرائيلية استخدام القوة العسكرية في لبنان وسيلة مشروعة لعزل حزب الله.
تستخدم بيتار، وهي حركه شبابية صهيونية تحريفية، المحرقة والنازيين كمرشح معرفي لوصف حزب الله.

## العلاقة مع البلدان والمنظمات الأخرى
اتهم حزب الله بتدريب المتمردين العراقيين على مهاجمة القوات الأمريكية خلال حرب العراق. وإلى جانب إيران وسوريا فإن حزب الله له أيضًا علاقات مع فنزويلا و«أظهر اهتمامًا شديدًا بتوسيع أنشطته لتشمل أجزاء أخرى من أمريكا اللاتينية». كما عرف حزب الله بتجنيد وتدريب الأوروبيين الشرقيين، وعلى الأخص في روسيا و‌البوسنة و‌سلوفاكيا.

### الولايات المتحدة
تعتقد الولايات المتحدة أن حزب الله منظمة لها علاقات بالإرهاب. وتؤيد الولايات المتحدة رسميًا إعادة الهيكلة السلمية لإسرائيل، والمصالحة مع الأراضي الفلسطينية (أي الضفة الغربية و‌قطاع غزة). وبسبب أنشطتهم «الإرهابية»، لم يدع حزب الله أو حماس إلى المشاركة في أي عمليه سلام تقودها الولايات المتحدة.

### جامعة الدول العربية
في 11 مارس 2016، صنفت جامعة الدول العربية حزب الله منظمه إرهابية خلال اجتماع لوزراء خارجية الجامعة العربية في مقر المنظمة في العاصمة المصرية القاهرة. وأيد القرار جميع أعضاء الجامعة العربية الـ22 تقريبًا، باستثناء لبنان و‌الجزائر و‌العراق الذين أعربوا عن «تحفظات» بشأن القرار.